# Cimera de Riga de 2006

Bandera de l'OTAN

La Cimera de Riga de 2006 va ser la XIX cimera de l'OTAN que va tenir lloc a Riga, Letònia, del 28 al 29 de novembre de 2006. Els temes més importants discutits van ser la guerra de l'Afganistan i el futur rol i els límits de l'aliança. A més a més, la cimera es va centrar en la contínua transformació de l'aliança, un balanç del que s'havia aconseguit des de la Cimera de Praga de 2002. L'OTAN també es va comprometre a cursar invitacions per a membres addicionals per la pròxima Cimera de Bucarest de 2008. Aquesta reunió va ser la primera conferència que l'OTAN va celebrar en territori d'una ex república de la Unió Soviètica.

## Mesures de seguretat

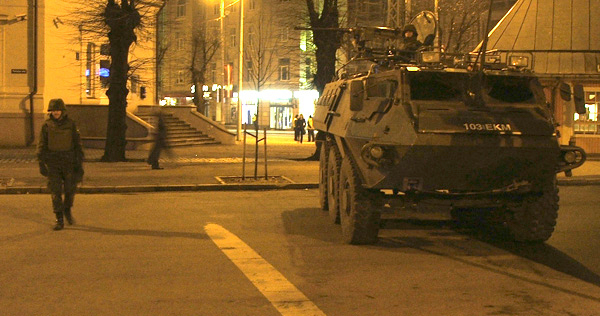
Mesures de seguretat adoptades als carrers de Riga.

Els carrers del centre de Riga van ser tancats i no es va permetre aparcar a l'aeroport i a diverses vies, per temor a atemptats amb cotxes-bomba. Uns 9.000 oficials de policia i soldats letons es van fer càrrec de la seguretat de la Cimera, mentre que altres 450 pilots de set països europeus de l'OTAN van ser convocats per garantir que l'espai aeri sobre la cimera estigués lliure de vols, en una operació denominada «Operació Cimera Pacífica». Aquesta operació fou reforçada amb les activitats en curs de patrulles de l'espai aeri bàltic, amb aeronaus addicionals, així amb majors comunicacions i suport de manteniment.

## Cimera
No tots els acords van ser assolits en la reunió del Consell de l'Atlàntic Nord, sinó de fet van ser elaborats a la Cimera d'Istanbul de 2003, excepte per la signatura del contracte de defensa de míssils que va tenir lloc el 28 de novembre a Riga. La reunió del Consell va ser realitzada el 29 de novembre.

### Temes principals
Encara que les tensions entre els membres de l'OTAN sobre la preparació de la invasió de l'Iraq de 2003 s'havien dissipat, la Cimera de l'OTAN i els mesos que la van precedir van estar marcats per les divisions entre els Estats Units i Gran Bretanya per un costat; i França, Alemanya, Itàlia i Espanya, a l'altre. Existien dues divisions: una sobre les contribucions militars a la guerra de l'Afganistan i l'altra sobre si l'OTAN havia o no d'assumir un rol més global.

#### Guerra de l'Afganistan

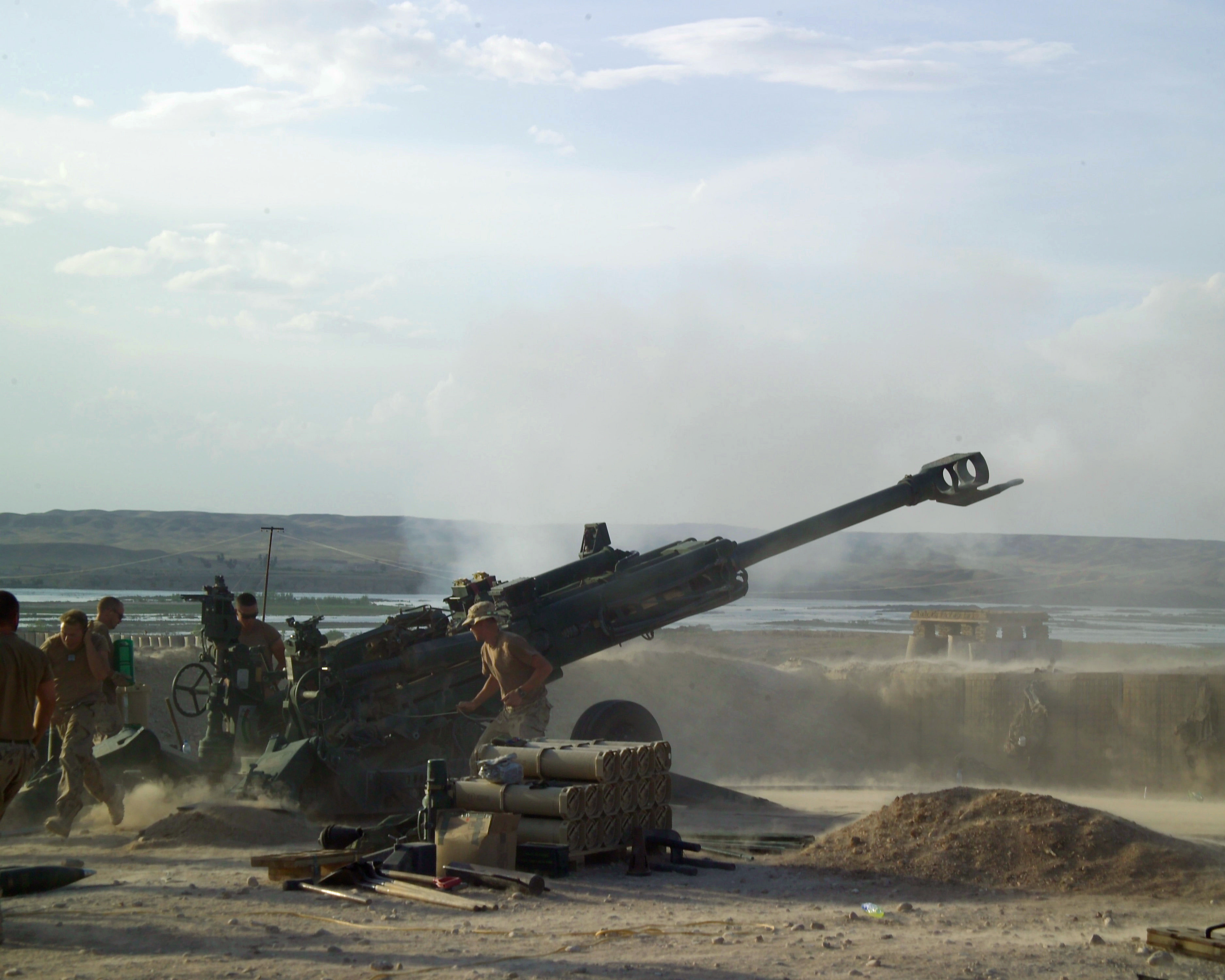
Forces canadenques a la província d'Helmand, Afganistan. La necessitat de més tropes al sud del país va ser un punt de discussió important a la Cimera.

Abans i durant la cimera, el President dels Estats Units George W. Bush, el Primer Ministre del Regne Unit Tony Blair, el Primer ministre del Canadà Stephen Harper i el Primer Ministre dels Països Baixos Jan Peter Balkenende van fer una crida als membres europeus de l'OTAN per proporcionar més tropes disponibles per al seu desplegament a l'Afganistan, eliminar les advertències nacionals -restriccions nacionals sobre com, quan i on podien ser usades les forces- i començar a enviar les seves tropes a la zona conflictiva del sud del país. Segons el general del Quarter General de les forces aliades d'Europa James L. Jones, el problema no era la falta de tropes de combat o les restriccions, sinó la falta d'helicòpters i intel·ligència militar adequades per recolzar les operacions en terra i de pont aeri.
Encara que els països de l'OTAN en qüestió es van negar a participar en combats al sud, van acordar eliminar algunes d'aquestes advertències nacionals i que en una situació d'emergència totes les advertències nacionals deixarien d'existir, el que significa que tots els aliats han d'acudir en ajut de les forces que requereixin assistència. Diversos Estats membres de l'OTAN també es van comprometre a proveir recursos addicionals, incloent soldats, helicòpters, companyies d'infanteria, així com equips d'entrenament que fossin mentors per a l'Exèrcit Nacional Afganès. El Secretari General de l'Organització del Tractat de l'Atlàntic Nord Jaap d'Hoop Scheffer va afirmar que l'eliminació d'algunes de les restriccions significava que uns 20.000 a 32.000 tropes de l'OTAN a la Força Internacional d'Assistència i de Seguretat estarien més disponibles per a tasques de combat i que 90% dels requeriments formals de la missió estaven ara coberts; tanmateix, les forces militars van dir als periodistes a la cimera que aquestes limitacions mai no van existir en situacions d'emergència, afegint que seria una aliança estranya si els soldats d'un país es neguessin a donar suport als seus aliats en una emergència. Els líders de l'OTAN també van recolzar una proposta francesa per establir un «grup de contacte» per coordinar les accions relatives a l'Afganistan, però Estats Units va expressar les seves reserves enfront de la proposta francesa d'incloure l'Iran, que tenia una influència considerable sobre l'oest de l'Afganistan, en el grup de contacte proposat, a causa de la disputa sobre el programa nuclear de l'Iran. El grup es va inspirar a l'establert per a les Guerres Iugoslaves als anys 1990.

### Altres temes

#### Kosovo
A la Cimera de Riga, els membres de l'OTAN van confirmar el rol de la KFOR liderada per l'OTAN per assegurar un ambient de seguretat estable allà. Això va ser percebut com una referència a la possible decisió de les Nacions Unides a favor de la declaració d'independència de Kosovo. Perquè Sèrbia s'oposava fortament a la separació de Kosovo, les tensions resultants entre Sèrbia i Kosovo podien crear inestabilitat a la regió.

#### Seguretat energètica

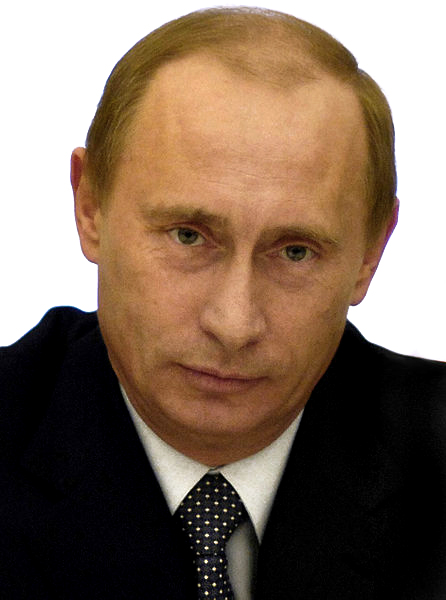
Es va debatre sobre les raons de l'absència de Vladímir Putin a la Cimera.

Aquesta Cimera de Riga va ser la primera de l'OTAN que va destacar la necessitat de seguretat energètica, després de la crisi del gas entre Ucraïna i Rússia. La Declaració de lA Cimera de Riga (paràgraf 45) sosté que «els interessos de seguretat de l'Aliança també poden ser afectatS per la interrupció del flux de recursos vitals» i que donava suport a «un esforç internacional, coordinat per avaluar els riscs per a les infraestructures energètiques i per promoure la seguretat de la infraestructura energètica». A més a més, assenyalava que els líders de l'OTAN «encomanen al Consell en sessió permanent les consultes sobre els riscs més immediats al camp de la seguretat energètica, a efectes de definir les zones on l'OTAN podia afegir valor per salvaguardar els interessos de seguretat dels Aliats i, a petició, ajudar amb els esforços nacionals i internacionals.» Ràdio Free Europe va informar que una font diplomàtica anònima va sostenir que diversos líders de l'OTAN, incloent la president de Letònia Vaira Vike-Freiberga, havien intentat fer acords per a converses bilaterals relatives a aquest tema amb el president de Rússia Vladímir Putin durant la Cimera; però, en lloc seu, Putin va assistir a la Cimera de la CEI sobre energia, realitzada a Minsk, Belarús, el 28 de novembre de 2006. Tanmateix, The Independent va informar que la cimera es va veure embolcada per un altercat diplomàtic sobre una invitació al president Vladímir Putin i que, finalment, no va ser invitat. Com a resultat, Putin va amenaçar que d'assistir a Letònia per primera vegada des de la seva independència durant la cimera per tal d'eclipsar-la. També es va proposar que Putin podria complimentar al president de França Jacques Chirac, qui estava en la cimera i el 74 aniversari del qual coincidia amb aquestes dates, en visitar-ho a Letònia. Més tard, va aclarir que això no succeiria.

## Opinions sobre la cimera
Per a les tres antigues repúbliques de la Unió Soviètica Letònia, Estònia i Lituània, va ser la primera vegada que un esdeveniment de tan alt nivell es va celebrar a la regió. A conseqüència d'això, la Cimera de Riga va tenir un significat simbòlic. Va ser percebuda com una oportunitat que va fer augmentar la visibilitat d'aquests tres països bàltics com a membres de l'OTAN.